# Karytaina
Karytaina  este un oraș în Grecia în Prefectura Arcadia.